# تهمینه رجبوا
تهمینه رجبوا (به تاجیکی: Таҳмина Раҷабова) (زاده ۲۹ ژوئن ۱۹۸۲، دوشنبه) بازیگر سینما، روزنامه‌نگار و مجری تلویزیون اهل تاجیکستان است.

## زندگی‌نامه
تهمینه رجبوا ۲۹ ژوئن سال ۱۹۸۲ میلادی در شهر دوشنبه زاده شده‌است. مادرش پزشک و پدرش اقتصاددان بودند. از سال ۱۹۸۹ تا صنف ( کلاس) سوّم در مکتب میانة به نام ملکه صابراوا و همزمان در بخش موسیقی (فورت پیانو) تحصیل می‌کرد. چون وظیفة خدمتی پدرش را عازم مسکو نمود، خانواده آنها موقتاً به آنجا رفتند. تهمینه در مدرسه های آنجا دو سال به زبان روسی تحصیل نمود.
بعد بازگشت خانوده‌اشان به تاجیکستان، تهمینه مکتب میانه را در شهر دوشنبه ختم نموده، حجّتهایش را به فکولتیت حقوق فیلیل دانشکدة روابط ملّی و منطقوی مسکو در دوشنبه (به روسی: Московский Институт национальных и региональных отношений) داخل شد. پس از ختم کورس اوّل بنا بر سبب عایله‌دار شدن و به مسکو نرفت و او را از دانشگاه خارج کردند.
او از نو به دانشکدة انداز و حقوق تاجیکستان داخل شده، سال ۲۰۰۶ آن را با اختصاص حقوق‌شناس با بهای اعلی ختم کرد.

### خانواده
تهمینه رجبوا با خواست والدین در سن ۱۸ سالگی به پسرعموش ازدواج کرد، امّا پس از چندی آنها از هم جدا شدند. تهمینه صاحب یک پسر- محمّدجاوید است.

## کارنامه

### تلویزیون
در سال ۲۰۰۶ به تلویزیون «سفینه» به حیث یاور حقوق‌شناس به کار آمده، پس از یک ماه کار او را نصیبه غلاموا دیده، از سنجش گذرانده، به خاطر چهرة تلویزیونی داشتنش و زبان روسی را عالی دانستن تکلیف کرد، که نطّاق برنامة اطّلاعاتی به زبان روسی شود و او دعوت را پذیرفت.
چهرة زیبای تهمینه رجبوا را از تلویزیون کارگردان‌های سینما دیده و از وی دعوت کرده‌اند، که در فیلم‌ها نقش اجرا کند.

### سینما
برای نخستین بار تهمینه در سینما در فیلم یونس یوسپف با نام «زیستن می‌خواهم» نقش کوچک یاردمچی مفتّش و بعداً در فیلم «امید آخرین» سعید قادری نقش دوّمدرجه را بازیده سنجش اوّلین جدّی را در ساحة سینما گذشت. سپس به کینااستودیو تاجیک فیلم دعوت شده در فیلم کارگدان سعیدجان قادری زیر عنوان «عبور سنگین» نقش اساسی را اجرا کرد.
دار سال ۲۰۰۸ در جشنوارة سینمایی «دیدار» فیلم «امید آخرین» صاحب جایزه گردید؛ و نقش بازیدة تهمینه مورد توجّه کارگردان تاجیکتبار افغانستان اسد سیکندر قرار گرفت و او را برای نقش‌آفری در فیلم مشترکی با همکاران بالیوودی با نام «مدرسه» (حالا «مهاجر») به افغانستان برای اجرای نقش اصلی دعوت کرد. تهمینه در این فیلم نقش مادر خانواده را اجرا کرده‌است.
دار سال ۲۰۱۱ فیلم «مردی در آرزوی زن پنجم» کارگردان افغان صدّیق عابدی، که در مضافات فراب و بلخ افغانستان نواربرداری شد، تهمینه نقش زن سوّم را با مهارت بلند کسبی اجرا نموده، صاحب جایزه گردید.

## فیلم‌شناسی
- دوازده سال انتظار
- پایتخت ۷